# Бъркли
Вижте пояснителната страница за други значения на Бъркли.
Бъркли (на английски: Berkeley) е град в окръг Аламида, в района на залива на Сан Франциско в югозападната част на САЩ, щата Калифорния. Разположен е близо до град Сан Франциско и възниква в средата на XIX век около Калифорнийския колеж (College of California). Градът е наречен на британския философ Джордж Бъркли. Население – 122 324 души (2017).
В Бъркли се намира Калифорнийския щатски университет – Бъркли, както и Калифорнийския ветроходен клуб.

## Известни личности
Родени в Бъркли
- Алвин Уайт (1918 – 2006), космонавт
- Скот Кросфийлд (1921 – 2006), космонавт
- Александър Шулгин (1925 – 2014), химик
- Джеймс Айвъри (р. 1928), филмов режисьор
- Урсула Ле Гуин (1929 – 2018), писателка
- Дейна Скот (р. 1932), информатик
- Джордж Лакоф (р. 1941), лингвист
- Катлийн Кенеди (р. 1953), продуцентка
- Гари Ръвкън (р. 1952), биолог
- Алекс Сколник (р. 1968), музикант
- Бен Афлек (р. 1972), актьор
- Роуз Ролинс (р. 1978), актриса
- Ана Годбърсън (р. 1980), писателка

Починали в Бъркли
- Луис Алварес (1911 – 1988), физик
- Марион Зимър Брадли (1930 – 1999), писателка
- Егон Брънсуик (1903 – 1955), психолог
- Пол Грайс (1913 – 1988), английски философ
- Доналд Дейвидсън (1917 – 2003), философ
- Уилям Джиок (1895 – 1982), химик
- Мелвин Калвин (1911 – 1997), химик
- Ханс Келзен (1881 – 1973), австрийски философ
- Артър Холи Комптън (1892 – 1962), физик
- Спиро Костов (1936 – 1991), архитект
- Гилбърт Люис (1875 – 1946), физикохимик
- Алфред Тарски (1901 – 1983), математик
- Едуард Толман (1886 – 1959), психолог
- Елзе Френкел-Брънсуик (1908 – 1958), психолог
- Джон Харшани (1920 – 2000), икономист
- Оуен Чембърлейн (1920 – 2006), физик
- Садек Чубак (1916 – 1998), ирански писател
- Ото Щерн (1888 – 1969), физик

## Побратимени градове
- Йена, Германия